# Mandolina
La mandolina es un instrumento de cuerda de cuatro órdenes dobles de cuerdas. El número y tipo de cuerdas de la mandolina ha variado con el tiempo y el lugar, pero en la actualidad la configuración predominante es la de la mandolina napolitana, con cuatro cuerdas dobles afinadas como el violín (sol-re-la-mi).
Las cuerdas de la mandolina se pulsan usualmente con una púa o plectro, también pueden usarse los dedos. La caja de resonancia puede ser cóncava o plana.
Su sonido es parecido al de la bandurria, sin embargo, su utilización abarca más ámbitos, incluyendo papeles solistas en la música académica, como instrumento principal de la música popular de varios países e incluso en bandas de rock y ensambles experimentales.

## Historia
A finales del siglo XVI, en Italia, apareció un instrumento conocido como mandola, precursor de la mandolina. El término «mandopico», nombre italiano del instrumento, se cita por primera vez en 1563, refiriéndose a una variante de la mandola de menor tamaño. Durante el siglo XVII se fabricaron mandolinas en Italia. En el Museo Stradivariano de Cremona se conservan los planos de construcción de varias mandolinas, con anotaciones a mano del propio Antonio Stradivari, el famoso constructor de violines.

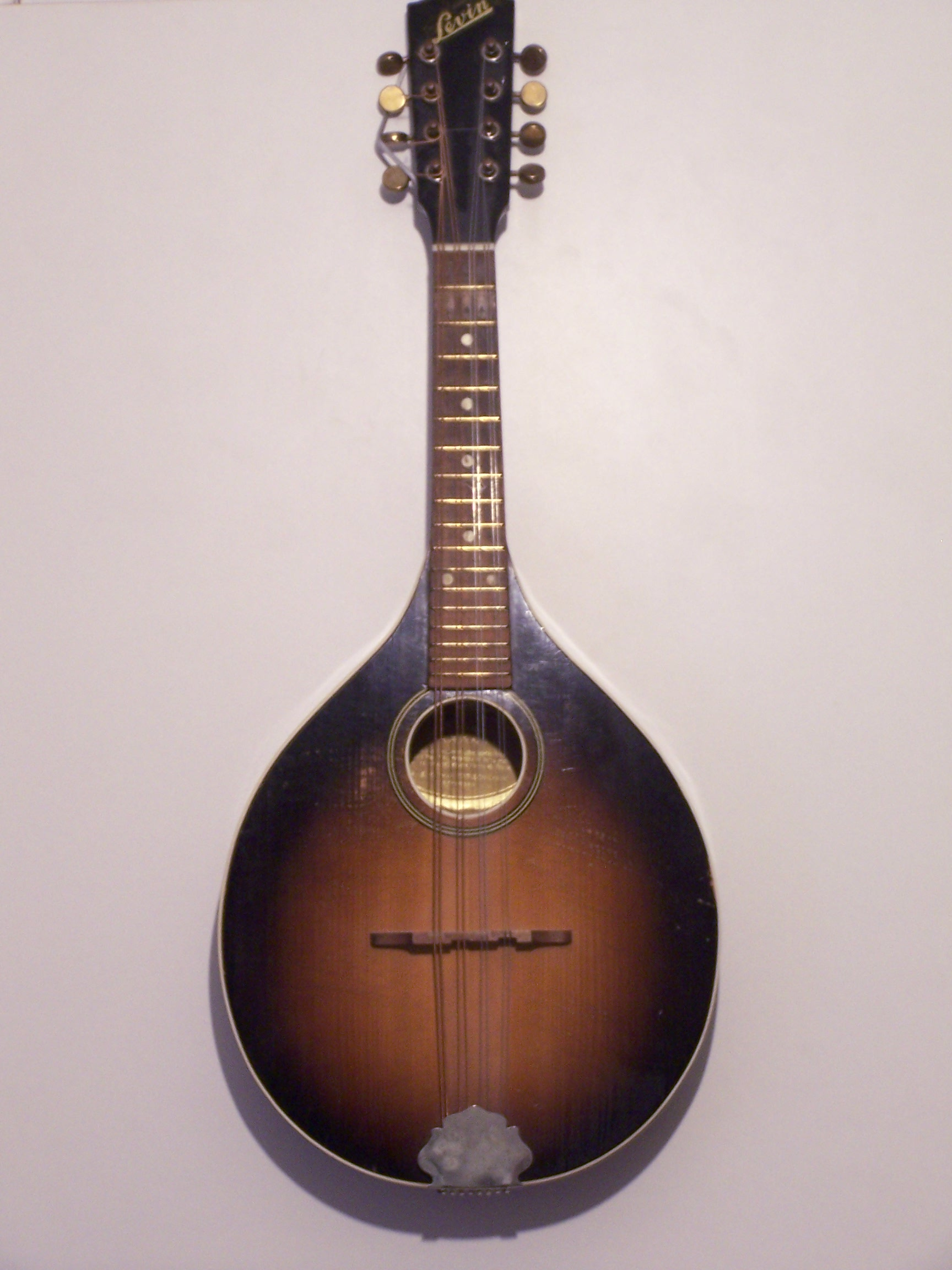
Mandolina

Desde finales del siglo XVII muchos grandes compositores comienzan a utilizar la mandolina en sus obras. Es el caso de Antonio Vivaldi (1678-1741), quien compuso obras para mandolina y orquesta (como el Concierto para mandolina), Wolfgang Amadeus Mozart (1756-1791), que la utilizó en su ópera Don Giovanni, Ludwig van Beethoven (1770-1827) y Niccolò Paganini (1782-1840).
Actualmente la mandolina está muy extendida en la música folk británica e irlandesa, en la música country y bluegrass de Estados Unidos, y en el choro y el samba brasileños. También se encuentra en algunos conjuntos de música tradicional portuguesa, mientras que en España ha sido desplazada por la bandurria y no es frecuente su uso en la música tradicional (salvo en Galicia y Canarias). En México es usada en conjuntos estudiantiles, llamados tunas o estudiantinas (imitación de las surgidas en las universidades europeas en el pasado), a la par de la bandurria y el laúd. Los indígenas purépechas los usan en su conjuntos tradicionales, junto a las guitarras, las vihuelas y los violines; también es muy socorrido su uso en coros juveniles parroquiales. Se encuentra también en los conjuntos folclóricos de algunos países latinoamericanos, sobre todo de Bolivia, Chile, Colombia, Ecuador, Perú y Venezuela.

## Afinación
La forma de afinar la mandolina es la del violín, es decir, la siguiente: mi, la, re y sol (siendo mi la más aguda, y sol la más grave). La sucesión se da por intervalos de quinta justa entre una cuerda y otra. Por convención, se llama primera cuerda a la más aguda (mi), siguiendo en progresión descendente hasta la cuarta cuerda (sol). Hay que destacar que se debe afinar cada par de cuerdas al unísono, ya que la mandolina suele contar con órdenes dobles de cuerdas, a fin de hacer posible la ejecución libre del trémolo, efecto necesario a fin de alargar un sonido. Además de esta popular forma de encordar la mandolina, muchos mandolinistas eliminan de sus instrumentos los órdenes dobles, dejando únicamente cuatro cuerdas afinadas sol, re, la y mi. Como ya antes está descrito, el objetivo de encordar la mandolina con solo cuatro cuerdas es evitar la desafinación de una cuerda con respecto a su par, además de que permite al mandolinista virtuoso imprimir más velocidad y más pulcritud al sonido.
| Cuerda | al aire | 1.er traste | 2.º traste | 3.er traste | 4.º traste | 5.º traste | 6.º traste | 7.º traste | 8.º traste | 9.º traste | 10.º traste | 11.er traste | 12.º traste |
| ------ | ------- | ----------- | ---------- | ----------- | ---------- | ---------- | ---------- | ---------- | ---------- | ---------- | ----------- | ------------ | ----------- |
| I      | mi      | fa          | fa#        | sol         | sol#       | la         | la#        | si         | do         | do#        | re          | re#          | mi          |
| II     | la      | la#         | si         | do          | do#        | re         | re#        | mi         | fa         | fa#        | sol         | sol#         | la          |
| III    | re      | re#         | mi         | fa          | fa#        | sol        | sol#       | la         | la#        | si         | do          | do#          | re          |
| IV     | sol     | sol#        | la         | la#         | si         | do         | do#        | re         | re#        | mi         | fa          | fa#          | sol         |

El famoso mandolinista brasilero Hamilton de Holanda (Río de Janeiro, 1976) ha vuelto popular una mandolina de diez cuerdas, que agrega un orden doble más grave a la ya tradicional manera de encordar el instrumento. Es por ello que la afinación de esta mandolina de diez cuerdas, partiendo desde la nota más grave a la más aguda, es do, sol, re, la y mi.

## Obras

#### Solo
- Niccolò Paganini

Minuet
- Silvio Ranieri

Variations on a Theme by Haydn
Song of summer
- Raffaele Calace

Prelude No. 1
Prelude No. 2
Prelude No. 3
Prelude No. 5
Prelude No. 10
Prelude No. 11
Prelude No. 14
Prelude No. 15
Large prelude
Collard
Sylvia
Minuet of rose
- Ugo Bottacchiarri

I have stood on the banks
- Heinrich Koniettsuni

Partita No. 1, etc.
- Herbert Baumann

Sonatine, etc.
- Siegfried Behrend

Sense – structure
- John Craton

The Gray Wolf
Perpetuum Mobile
Variations from Der Fluyten Lust-hof
- Sakutarō Hagiwara

Hataoriru maiden
- Takei Shusei

Spring to go
- Seiichi Suzuki

Variations on Schubert lullaby
City of Elm
Variations on Kojonotsuki of subject matter
- Gilad Hochman

Two Episodes for solo mandolin
- Jiro Nakano

"Spring has come" Variations
Prayer
Fantasia second No.
Serenata
Beautiful my child and where
Prayer of the evening
Variations on September Affair of the subject matter
- Makino YukariTaka

Spring snow of ballads
- Jo Kondo

In early spring
- Takashi Kubota

Nocturne
Etude
Fantasia first No.
- Yasuo Kuwahara

Moon and mountain witch
Impromptu
Winter Light
Mukyu motion
Jon-gara
Silent door
- Victor Kioulaphides

#### Acompañamiento con solo
- Ludwig van Beethoven

Sonatine in C minor, WoO 43a
Adagio in E♭ major WoO 43b
Sonatine in C major WoO 44a
Andante and Variations in D major WoO 44b
- John Craton

Dioces aztecas
The Legend of Princess Noccalula
- Giovanni Hoffmann

4 Quartet for Mandolin, Violin, Viola, and Lute
4 Divertimenti for Mandolin, Violin & B.c.
- Johann Nepomuk Hummel

Sonata in C major Op. 35
- Vittorio Monti

Csárdás
- Carlo Munier

Spanish Capriccio
Mazurka for concert
Waltz for concert
Bizaria
Aria Varia data
Mandolin Concerto No. 1
- Raffaele Calace

Mandolin Concerto No. 1
Mandolin Concerto No. 2
Mukyu motion
Tarantella
Song of Nostalgia
Elegy
Mazurka for concert
- Silvio Ranieri

Warsaw of memories
- Enrico Marcelli

Gypsy style Capriccio
Fantastic Waltz
Mukyu motion
Polonaise for concert
- Hans Gál

Divertimento for mandolin and harp
Such as a duo for the mandolin and guitar
- Norbert Shupuronguru

Serenade for mandolin and guitar
- Franco Marugora

Grand Sonata for mandolin and guitar
- Kurt Schwaen

Slovenia wind Dances such as
- Dietrich Erdmann

Sonatine
- Mari Takano

Light of silence
- Rikuya Terashima

Sonata for mandolin and piano (2002)

#### Dúo y ensamble musical
A duet or duo is a musical composition for two performers in which the performers have equal importance to the piece. A musical ensemble with more than two solo instruments or voices is called trio, quartet, quintet, sextet, septet, octet, etc.
- Ella Von Adajewska-Schultz (1846-1926)

Venezuelan Serenade
- Valentine Abt (1873-1942)

In Venice Waters
- Charles Acton

Chants Des Gondoliers
- Hermann Ambrosius

Duo
- Emanuele Barbella

Sonata in D major for Mandolin and Basso Continuo
- Ignazio Bitelli (c. 1880–1956)

L'Albero di Natale, pastorale for mandolin & guitar
Il Gondoliere, valse for 2 mandolins & guitar
- Costantino Bertucci

Il Carnevale Di Venezia Con Variazioni
- Pietro Gaetano Boni (1686-1741)

Sonate pour mandoline en la, Op. 2 n° 1
Sonate pour mandoline en ré mineur, Op. 2 n° 2
Sonate pour mandoline en ré, Op. 2 n° 9
- Antonio Del Buono

"In Gondola" Serenata Veneziana "Ai Mandolnisti Di Venezia
- Raffaele Calace

Barcarola Op. 100 Per Chitarra
Barcarola Op. 116 Per Liuto "A Mio Figlio Peppino"
- Gioacchino Cocchi

- Sinfonia for 2 Mandolins & Continuo, (Gimo 76)

- Jules Cottin

Au Fil De L'Eau
- John Craton

Charon Crossing the Styx (mandolin & double bass)
Four Whimsies (mandolin & octave mandolin)
Les gravures de Gustave Doré (mandolin & guitar)
Six Pantomimes for Two Mandolins
Sonatina No. 3 for Mandolin & Violin
- Hans Gál

Op. 59a Sonatina for 2 mandolins (1952)
- Giovani Battista Gervasio

Sonata for Mandolin & Continuo (Gimo 141)
Sonata per camera (Gimo 143)
Sinfonia for 2 Mandolins & Continuo, (Gimo 149)
Trio for 2 Mandolins & Continuo, (Gimo 150)
Sonata in D major for Mandolin and Basso Continuo
Sonata in G major for Mandolin and Basso Continuo
- Giuseppe Giuliano

Sonata in D major for Mandolin and Basso Continuo
- Geoffrey Gordon

Interiors of a Courtyard (mandolin & guitar)
- Addiego Guerra

Sonata in G major for Mandolin and Basso Continuo
- Positive Hattori

Concerto for two mandolin and piano
- Sean Hickey

Mandolin Canons (mandolin & guitar)
- Giovanni Hoffmann

3 Duets for Mandolin and Violin
Serenade for Viola and Mandolin
- Tyler Kaier

Den lille Havfrue (mandolin & guitar)
- Peter Machajdík

Mit den Augen eines Falken for mandolin & guitar (2016)
- Giovanni Battista Maldura

Barcarola Veneziana Di Mendelssohn
- Edward Mezzacapo (1832-1898)

Le Chant Du Gondolier
- Heinrich Molbe (1835–1915)

Gondolata Op. 74 Per Mandolino, Clarinetto E Pianoforte
- Carlo Munier (1859-1911)

"In Gondola" Ricordi di Mendelssohn
Notturno Veneziano Per Quartetto Romantico
- Jiro Nakano

Medaka, revolving lantern
- Giuseppe Pettine (1874-1966)

Barcarola Per Mandolino
- Hideo Saito, Jiro Nakano

Du edge Martino
- Domenico Scarlatti

Sonata in D minor (K77)
Sonata in E minor (K81)
Sonata in G minor (K88)
Sonata No. 54 (K. 89) in D minor for Mandolin and Basso Continuo
Sonata in D minor (K89)
Sonata in D minor (K90)
Sonata in G (K91)
- Mari Takano

Silent Light for mandolin & harpsichord (2001)
Two Pieces for Two Mandolins (2002)
- Serguéi Tanéyev (1856-1913)

Venezia Di Notte, Barcarola Op. 9 n.º 1
Serenata Per Voce, Mandolino E Pianoforte Op. 9 n.º 2 alla Contessa Tatiana Lvovna Tolstaya
- Roberto Valentini (1674-1747)

Sonate pour mandoline en la, Op. 12 n.° 1
Sonate pour mandoline en ré mineur, Op. 12 n.° 2
Sonate pour mandoline en sol, Op. 12 n° 3
Sonate pour mandoline en sol mineur, Op. 12 n° 4
Sonate pour mandoline en mi mineur, Op. 12 n° 5
Sonate pour mandoline en ré, Op. 12 n° 6

#### Concerto
Concerto: a musical composition generally composed of three movements, in which, usually, one solo instrument (for instance, a piano, violin, cello or flute) is accompanied by an orchestra or concert band.
- Anna Clyne

Three Sisters, for mandolin and chamber orchestra
- Giovanni Hoffmann

Concerto for Mandolin and Orchestra in D Major
- Antonio Vivaldi

Mandolin Concerto in C major,
Concerto for two mandolinos in G major
Concerto for two mandolinos, 2 violons " in Tromba"—2 flûtes à bec, 2 salmoe, 2 théorbes, violoncelle, cordes et basse continuein in C major
- Francisco Rodrigo Arto (Venezuela)

Mandolin Concerto (1984)
- Dominico Caudioso

Mandolin Concerto in G Major
- John Craton

Mandolin Concerto No. 1 in D Minor
Mandolin Concerto No. 2 in D Major
Mandolin Concerto No. 3 in E Minor
Mandolin Concerto No. 4 in G Major
Concerto for Two Mandolins ("Rromane Bjavela")
- Gerardo Enrique Dirié (Argentina)

Los ocho puentes for four recorders, mandolin and percussion (1984)
- Johann Adolph Hasse

Mandolin Concerto in G major
- Leopold Kozeluch

Concerto for piano, mandolin, trumpet and double bass in E♭ major
- Giovanni Battista Pergolesi

Mandolin Concerto in B♭ major
- Giovanni Paisiello

Mandolin Concerto in E♭ major
Mandolin Concerto in C major
Mandolin Concerto in G major
- Johann Nepomuk Hummel

Mandolin Concerto in G major
- Armin Kaufmann

Mandolin Concerto
- Dietrich Erdmann

Mandolin Concerto
- Herbert Baumann

Mandolin and the Concerto for Strings
- Brian Israel (1951-1986)

Concerto for Mandolin (1985)
Sonatinetta (1984)
Surrealistic Serenade (1985)
- Makino YukariTaka

Mandolin Concerto
- Julian Dawes

Mandolin and the Concerto for Strings
- Tanaka Ken

"Arc" for mandolin and orchestra
- Vladimir Kororutsuku

Suite "positive and negative"
- Avner Dorman

Mandolin Concerto
- Gilad Hochman

"Nedudim" ("Wanderings") Fantasia-Concertante for mandolin and string orchestra (2014)

#### Mandolina en la orquesta
Orchestral works in which the mandolin has a limited part.
- Domenico Cimarosa

Opera La finta parigina
- John Craton

Opera The Curious Affair of the Count of Monte Blotto
- Michel Corrette

Concerto for orchestra 25 Concertos Comiques: Concerto nr 24 in C major "La Marche du Huron"
- Lukas Foss

Symphony No. 2 "Symphony Of Chorales" (1958)
- André Grétry

L'Amant jaloux (Paris, 1778)
- Georg Friedrich Händel

Oratorio Alexander Balus
- György Ligeti

Opera Le Grand Macabre
- Bruno Maderna

Opera Don Perlimplin, ovvero il trionfo dell'amore e dell'immaginazione
- Gustav Mahler

Symphony No. 7, Song of the Night
Symphony No. 8, Symphony of Thousands
Symphony Song of the Earth
- Wolfgang Amadeus Mozart

Opera Don Giovanni
- Giovanni Paisiello

The Barber of Seville
- Willem Pijper

Opera Halewijn
Romance sans paroles
Symphony No. 2
Symphony No. 3
- Serguéi Prokófiev

Ballet music Romeo and Juliet
- Ottorino Respighi

Symphonic poem Festivals of Rome
- Antonio Salieri

Tarare (Paris, 1787)
- Rodion Shchedrin

Ballet music Anna Karenina
- Arnold Schoenberg

Opera Moses und Aron
Variations for Orchestra
- Niccola Spinelli

Opera A Basso Porto: Intermezzo for mandolins and orchestra
- Igor Stravinsky

Ballet music Agon
- Giuseppe Verdi

Opera Otello
- Antonio Vivaldi

Oratorio Juditha triumphans
- Anton Webern

Five Pieces for Orchestra

## Consecuentes

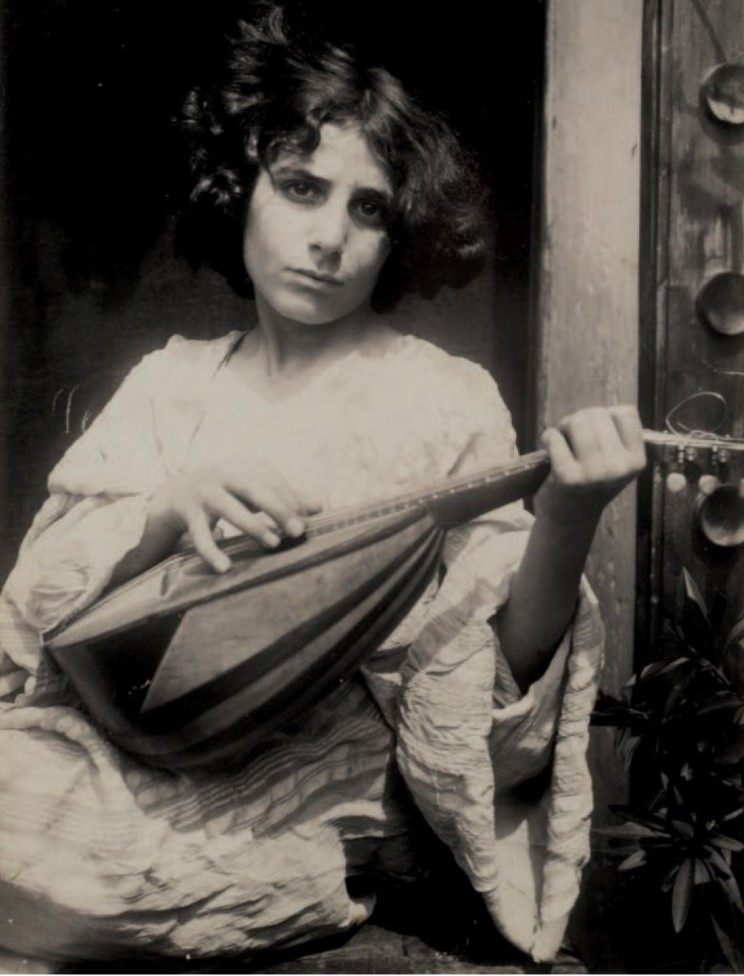
Joven con mandolina. Roma antes de 1901. Fotografía por Wilhelm von Plueschow.

Existen numerosas variantes del instrumento, pero todos ellos pueden integrarse en tres tipos principales:
- Mandolina italiana: utilizada en música clásica. Tiene la caja abombada en forma de pera, formada de 12 a 47 costillas y una boca por lo general de forma elipsoidal (ovalada). Suele tener la tapa dividida en dos placas que forman un ángulo obtuso. De persistente resonancia, es utilizada en la ejecución de música italiana.

- Mandolina folk: a diferencia de la italiana tiene la boca redondeada (aunque algunos fabricantes han adoptado el modelo de "efes" utilizado en los violines) para aumentar la sonoridad. Variantes de este tipo son los bandolines brasileños y las mandolinas irlandesas. Su tapa está formada por una sola placa plana. Dependiendo del lugar de origen el fondo de la tapa puede ser abombado o plano.

- Mandolina bluegrass: empleada en el estilo musical conocido como bluegrass. Muy utilizada en la actualidad. Existen gran variedad de modelos, pero en general se clasifican en "A" (en forma de gota y semejante a la mandolina folk) y "F" (con un enorme adorno semejante a las volutas en los violines y que le da su forma característica), basándose en los primeros modelos de la marca Gibson, que popularizaron el instrumento en Estados Unidos a principios del siglo XX.